# Reederei Wessels
Die Reederei Wessels aus dem emsländischen Haren ist ein mittelständisches Familienunternehmen, das in zweiter Generation geführt wird. Die fahrende Flotte der Reederei bestand 2018 aus 32 Schiffen.
Neben der Entwicklung von neuen Schiffstypen gehören sämtliche Leistungen rund um den Schiffsbetrieb wie Bereederung, Befrachtung, Treuhand und Finanzen zum Kerngeschäft des Unternehmens.

## Geschichte

### Vorgeschichte
1912 ließ Kapitän Reinhard Wessels die Pünte „Haren 35“ bauen, die unter der Nummer 141 in das Schiffsregister des Amtsgerichts Meppen eingetragen wurde. Die Investition in weitere Schiffe („Lena Katharina“, 1940; „Heinrich Wessels“, 1951) und der Einstieg der beiden Söhne Gerhard und Adolf Wessels als Kapitäne ließen das Familienunternehmen im Laufe der Jahre stetig wachsen.

### Allgemeines
Kapitän Gerhard Wessels gründete Ende der 1960er Jahre die Wessels Befrachtungs- und Bereederungs GmbH in Haren (Ems). Im Zuge von Expansion wurde 1972 die Cargo-Liner-Bereederungsgesellschaft in Berlin gegründet, deren Anfangszeit durch die Neukonstruktion spezieller Schiffstypen geprägt war. Gerhard Wessels entwickelte zusammen mit einem Ingenieurbüro einen für die Binnen- und Küstenschifffahrt konzipierten Schiffstyp mit versenkbarer Back und beweglichem Steuerhaus – den „Cargo-Liner“. Auf der Werft Cramer & Booy in Kootstertille bei Leeuwarden ließ Gerhard Wessels die „Cargo-Liner I“ als erstes von insgesamt sechs Schiffen dieses Typs bauen. 1976 rief Gerhard Wessels die River Liner GmbH ins Leben, deren Leitung er ebenfalls übernahm.

### Ausbau internationaler Kontakte
Durch den Ausbau der Geschäftsbeziehungen zu Osteuropa entstanden im Laufe der Jahre zahlreiche Schiffbauaufträge für die Harener Reederei. Auch Neukonstruktionen wurden umgesetzt. Für seine Leistungen auf dem Gebiet der Schiffbauindustrie in der Slowakischen Republik wurde Gerhard Wessels 1993 ein Diplom sowie die Ehrenmitgliedschaft der Universität Bratislava verliehen, 1996 die Ehrendoktorwürde. Neben einer Zusammenarbeit mit der Slowakischen Republik kann das Unternehmen im Laufe der Jahre auf zahlreiche Projekte in Tschechien, Serbien, Bulgarien sowie Russland verweisen. 1997 gründete Reinhard Wessels, der ältere Bruder des heutigen Unternehmensleiters  Gerd Wessels, mit der Rederij Wessels B.V. mit Sitz in Rotterdam (Niederlande), ein weiteres Standbein der Wessels-Gruppe.

### Führungswechsel
Gerd Wessels, der seit 2002 im Familienbetrieb tätig war, übernahm 2004 die Position des geschäftsführenden Gesellschafters von seinem Vater Gerhard Wessels. Auch der Ausbau internationaler Geschäftsbeziehungen – vor allem in Asien – steht im Fokus des Unternehmens.

## Reederei-Gruppe
Alle Dienstleistungen rund um den Schiffsbetrieb deckt die Reederei Wessels innerhalb des eigenen Unternehmens ab (siehe Grafik).

## Schiffsflotte
| Schiffsname  | Typ                        | Baujahr | Vermessung (BRZ) | Bemerkung         |
| ------------ | -------------------------- | ------- | ---------------- | ----------------- |
| Rheinfels    | Rhein                      | 1991    | 2381             | 2016 verkauft     |
| Clavigo      | Rhein                      | 1992    | 2446             | 2020 verschrottet |
| Wittenbergen | Rhein                      | 1992    | 2381             | 2019 verkauft     |
| Priwall      | Rhein                      | 1992    | 2446             | 2017 verkauft     |
| Nordstern    | Rhein                      | 1994    | 2446             | 2017 verkauft     |
| Pur Navolok  | Rhein                      | 1994    | 2446             | 2017 verkauft     |
| Pamir        | Weser                      | 1994    | 2061             | 2015 verkauft     |
| Parsival     | Weser                      | 1995    | 2061             | 2015 verkauft     |
| Pommern      | Weser                      | 1995    | 2061             | 2016 verkauft     |
| Präsident    | Weser                      | 1995    | 2061             | 2015 verkauft     |
| Potosi       | Rostock                    | 1995    | 2514             |                   |
| Michael A    | Rostock                    | 1998    | 2514             |                   |
| Posen        | Rostock                    | 1998    | 2514             |                   |
| Wotan        | Schelde                    | 1996    | 2997             | 2015 verkauft     |
| German Bay   | Schelde                    | 1997    | 2997             |                   |
| German Sky   | Schelde                    | 1997    | 2997             | 2016 verkauft     |
| Poet         | Schelde                    | 1997    | 2997             | 2015 verkauft     |
| Faust        | Schelde                    | 1997    | 2997             |                   |
| Perle        | Rousse                     | 1998    | 2981             |                   |
| Peru         | Rousse                     | 1998    | 2981             |                   |
| Tinsdal      | Rousse                     | 1998    | 2981             |                   |
| Pex          | Rousse                     | 2000    | 2981             |                   |
| Parma        | Rousse                     | 2001    | 2981             | 2017 verkauft     |
| Pasadena     | Rousse                     | 2001    | 2981             |                   |
| Pascal       | Rousse                     | 2001    | 2981             |                   |
| Parma        | Rousse                     | 2001    | 2981             |                   |
| Pascal       | Rousse                     | 2001    | 2981             |                   |
| Paganini     | Rousse                     | 2007    | 2971             |                   |
| MCL Express  | Diverse                    | 1999    | 3784             | 2014 verkauft     |
| Gorky        | Diverse                    | 2000    | 2914             | 2014 verkauft     |
| Petersburg   | Diverse                    | 2001    | 2914             |                   |
| Argos        | Rhein-M                    | 2007    | 2450             |                   |
| Kastor       | Rhein-M                    | 2007    | 2450             |                   |
| Herakles     | Rhein-M                    | 2008    | 2450             |                   |
| Jason        | Rhein-M                    | 2008    | 2450             |                   |
| Nestor       | Rhein-M                    | 2008    | 2450             |                   |
| Peleus       | Rhein-M                    | 2008    | 2450             |                   |
| Pollux       | Rhein-M                    | 2008    | 2450             |                   |
| Butes        | Rhein-M                    | 2009    | 2450             |                   |
| Echion       | Rhein-M                    | 2009    | 2450             |                   |
| Melas        | Rhein-M                    | 2009    | 2450             |                   |
| Telamon      | Rhein-M                    | 2009    | 2450             |                   |
| Theseus      | Rhein-M                    | 2009    | 2450             |                   |
| Wes Carina   | SSW Super 1000             | 2011    | 10350            |                   |
| Wes Amelie   | SSW Super 1000             | 2011    | 10350            |                   |
| Wes Gesa     | SSW Super 1000             | 2012    | 10350            |                   |
| Wes Janine   | SSW Super 1000             | 2012    | 10350            |                   |
| Wes Esther   | Damen Combi Freighter 3850 | 2023    | 2545             |                   |
| Wes Elisa    | Damen Combi Freighter 3850 | 2023    | 2545             |                   |
| Wes Madita   | Damen Combi Freighter 3850 |         | 2545             | im Bau            |

## Innovationen
Seit 2007 ist die Reederei Partner von SkySails und unterstützt das Unternehmen mit langjähriger maritimer Erfahrung. Die SkySails-Technologie nutzt mit Hilfe eines Drachensegels die Windkraft als Antrieb, um Kraftstoff einzusparen. Dadurch wird ein erheblicher Beitrag zum Umweltschutz geleistet. Als erste Reederei der Welt rüstete Wessels 2007 ein eigenes Frachtschiff (Michael A.) mit dieser neuartigen Technik nach. Anhand von Praxiswerten konnten entscheidende Daten erfasst werden, die eine Optimierung der Technik zur Folge hatte. Auch beim Windenergieanlagenbauer Enercon wurden die Potentiale einer Zusammenarbeit genutzt. In der Anfangsphase der Einsatzzeit hat Wessels für das E-Ship 1 das technische Management übernommen.